# Bolesławiec (stad)
Bolesławiec (Duits: Bunzlau) (uitspraakⓘ) is een stad in het Poolse woiwodschap Neder-Silezië. Het is de hoofdplaats van de powiat Bolesławiecki.

## Geschiedenis
Bolesławiec werd in 1201 voor het eerst vermeld en kreeg in 1251 stadsrechten van Bolesław Rogatka. In de tijd die hier op volgt weet de stad tot bloei te komen, vooral omdat de stad geprivilegieerd was bier te brouwen. Aanvullende inkomsten kwamen later uit handel en (huis)industrie. De stad is gunstig gelegen aan de historische handelsroute Breslau/Wrocław-Dresden.
Vanaf de veertiende eeuw viel het gebied rond de stad onder de Boheemse kroon.
Tijdens de Dertigjarige Oorlog werden in 1642 door de Zweden grote verwoestingen aangericht. Op de plaats van het toen verwoeste kasteel verrees een nieuwe kerk.
Bunzlau, zoals de stad in die tijd werd genoemd, werd in 1742, samen met het grootste deel van Silezië bij Pruisen gevoegd. Hierna volgde een grote bloeiperiode, vooral dankzij de nieuwe afzetmarkten voor het keramiek. Hier overleed op 28 april 1813 de Russische hertog Michail Koetoezov.
Aan het einde van de Tweede Wereldoorlog werd de stad door het oprukkende Rode Leger zwaar beschadigd. Circa zestig procent van de binnenstad ging daarbij verloren. Vanaf 1945 werd de gehele Duitse bevolking van de stad verdreven. De nieuwe bewoners waren vooral afkomstig uit het deel van Polen dat door de Sovjet-Unie was geannexeerd.
Sinds circa 1970 wordt ook het traditionele aardewerk weer in de stad gemaakt. Het is in vele winkels en bij de fabrieken te koop. In het kleine centrum zijn veel historische gebouwen hersteld.

## Jumelages
De gemeente heeft partnerschappen met onderstaande gemeenten:
- Česká Lípa (Tsjechië)
- Hobro (Denemarken)
- Nogent-sur-Marne (Frankrijk)
- Pirna (Duitsland)
- Prnjavor (Bosnië en Herzegovina)
- Siegburg (Duitsland)

Stadsdistricten:
Wrocław · Jelenia Góra · Legnica · Wałbrzych

Districten:
Bolesławiec · Dzierżoniów · Głogów · Góra · Jawor · Kamienna Góra · Karkonosze · Kłodzko · Legnica · Lubań · Lubin · Lwówek Śląski · Milicz · Oleśnica · Oława · Polkowice · Środa Śląska · Strzelin · Świdnica · Trzebnica · Wałbrzych · Wołów · Wrocław · Ząbkowice Śląskie · Zgorzelec · Złotoryja

Grootste steden:
Bielawa · Bolesławiec · Dzierżoniów · Głogów · Jelenia Góra · Legnica · Lubin · Oleśnica · Świdnica · Wałbrzych · Wrocław · Zgorzelec